# Władysław Dziadosz
Władysław Dziadosz (ur. 13 lutego 1893 w Tarnowie, zm. 13 marca 1980 w Londynie) – doktor praw, major audytor Wojska Polskiego, uczestnik walk o niepodległość, działacz państwowy II Rzeczypospolitej, w latach 1934–1939 wojewoda kielecki, kawaler Orderu Virtuti Militari.

## Życiorys
Urodził się w rodzinie komisarza straży skarbowej. Ukończył I Gimnazjum w Tarnowie (1913), następnie wstąpił na wydział prawa Uniwersytetu Jagiellońskiego, który ukończył po przerwie wojennej w 1926, ze stopniem naukowym doktora praw. Należał do Związku Walki Czynnej i Związku Strzeleckiego.
W czasie I wojny światowej w Legionach – oficer II baonu 5 pułku piechoty Legionów Polskich, ciężko ranny w bitwie pod Konarami 23 maja 1915. W opinii swego ówczesnego przełożonego, gen. dyw. Leona Berbeckiego „był zawsze dowódcą dającym wzór honoru, pewności siebie w niebezpieczeństwie, wywierał wybitnie dodatni wpływ na szeregi i kolegów”. W czasie służby w Legionach awansował na chorążego (2 lipca 1915 roku) i podporucznika (1 listopada 1916 roku).
W latach 1917–1918 komendant POW w Tarnowie, gdzie w październiku 1918 dowodził rozbrajaniem wojsk austriackich. Jeszcze w 1918 r. uczestnik bitwy o Lwów.
Później oficer Wojska Polskiego w czasie wojny polsko-bolszewickiej. 3 maja 1922 roku został zweryfikowany w stopniu majora ze starszeństwem z dniem 1 czerwca 1919 roku i 457. lokatą w korpusie oficerów piechoty. W lipcu tego roku został przeniesiony do 35 Pułku Piechoty w Łukowie na stanowisko dowódcy batalionu. Do wiosny 1924 pełnił służbę w 12 pułku piechoty w Wadowicach, pozostając oficerem nadetatowym 35 pp. W kwietniu tego roku został przeniesiony do 5 pułku piechoty Legionów w Wilnie z równoczesnym odkomenderowaniem z dniem 5 maja na kurs oficerów sztabowych piechoty w Grupie. W styczniu 1927 został przeniesiony z 1 pp Leg. do 30 Pułku Strzelców Kaniowskich w Warszawie na stanowisko kwatermistrza. W kwietniu tego roku został zwolniony z zajmowanego stanowiska i przeniesiony służbowo do Ministerstwa Spraw Wewnętrznych na okres sześciu miesięcy. 2 kwietnia 1927 roku minister spraw wewnętrznych mianował go prowizorycznym naczelnikiem wydziału w Urzędzie Wojewódzkim w Krakowie. 17 listopada 1928 został przeniesiony do Urzędu Wojewódzkiego w Tarnopolu.
W grudniu 1928 został przeniesiony do korpusu oficerów sądowych w stopniu majora ze starszeństwem z dniem 1 czerwca 1919 i 55,89 lokatą oraz przydzielony macierzyście do kadry oficerów służby sprawiedliwości z pozostawieniem w dyspozycji MSWojsk.
30 lipca 1929 przeniesiony ze stanowiska naczelnika wydziału w Urzędzie Wojewódzkim w Tarnopolu do Kielc, gdzie objął funkcję wicewojewody kieleckiego. Z dniem 31 sierpnia 1929 roku został przeniesiony w stan spoczynku.
Dekretem Ministra Spraw Wewnętrznych z 25 lutego 1930 został z kolei przeniesiony do Urzędu Wojewódzkiego w Białymstoku, gdzie powierzone zostało mu stanowisko wicewojewody białostockiego. Pełnił następnie funkcję dyrektora Biura Sejmu w Warszawie oraz naczelnika Wydziału Bezpieczeństwa w Urzędzie Wojewódzkim w Krakowie.
W 1934 pozostawał na ewidencji Powiatowej Komendy Uzupełnień Warszawa Miasto III i figurował na liście starszeństwa oficerów stanu spoczynku sądowych w stopniu majora ze starszeństwem z dniem 1 czerwca 1919 i 21. lokatą w korpusie oficerów sądowych (od 1937 roku – korpus oficerów audytorów).
3 lipca 1934 mianowany został na wojewodę kieleckiego, funkcję objął w dniu 9 lipca. Ostatni, najdłużej urzędujący wojewoda kielecki okresu międzywojennego, zadania swe wypełniał do agresji III Rzeszy i ZSRR na Polskę. Od 1939 na emigracji w Londynie. W czerwcu 1954 został ministrem spraw wewnętrznych i kierownikiem Ministerstwa dla Spraw Obywateli Polskich na Obczyźnie w rządzie Stanisława Mackiewicza, ale ustąpił z tych funkcji w sierpniu tegoż roku. Był członkiem I (1954–1957) i III Rady Rzeczypospolitej Polskiej (1963–1968).
Władysław Dziadosz spoczywa na cmentarzu komunalnym w Nowym Targu - Skotnica (kwatera 4, rząd 1, grób 45).

## Ordery i odznaczenia
- Krzyż Srebrny Orderu Wojskowego Virtuti Militari nr 6557 (17 maja 1922)[17][18][19]
- Krzyż Komandorski Orderu Odrodzenia Polski (9 listopada 1931)[20][21]
- Krzyż Niepodległości (13 kwietnia 1931)[22]
- Krzyż Walecznych (trzykrotnie)[18]
- Medal Pamiątkowy za Wojnę 1918–1921[18]
- Medal Dziesięciolecia Odzyskanej Niepodległości[18]
- Wielki Oficer Orderu Chrystusa (Portugalia)[18][23]
- Komandor Orderu Chrystusa (Portugalia)[18][23]
- Komandor Orderu Korony Włoch (Włochy)[18]
- Komandor Orderu Korony Rumunii (Rumunia)[18]